# Francisco Antúnez
Francisco Antúnez Espada (ur. 1 listopada 1922 w Sewilli, zm. 16 sierpnia 1994 w Sewilli) – hiszpański piłkarz, grał na pozycji obrońcy.

## Kariera klubowa
Francisco Antúnez piłkarską karierę rozpoczął w drugoligowym Realu Betis w 1941. W 1942 awansował do Primera División, ale po jednym sezonie spadł z nim do Segunda División. W Primera División zadebiutował 27 września 1942 w przegranym 0-5 meczu z Athletikiem Bilbao. W 1945 przeszedł do lokalnego rywala – Sevilla FC, w której występował przez 7 lat do 1952, kiedy to odszedł do Málagi. Z Sevillą zdobył jedyne w jej historii mistrzostwo Hiszpanii w 1946 oraz Puchar Króla w 1948. W Máladze po raz ostatni wystąpił w hiszpańskiej ekstraklasie 25 stycznia 1955 w wygranym 3-1 meczu z Atlético Madryt. Ogółem w hiszpańskiej ekstraklasie rozegrał 124 mecze. Karierę zakończył w drugoligowym Xerez CD w 1955.

## Kariera reprezentacyjna
W reprezentacji Hiszpanii Antúnez zadebiutował 12 czerwca 1949 w wygranym 4-1 towarzyskim meczu z Irlandią. W 1950 został powołany do kadry na mistrzostwa świata. Na mundialu w Brazylii wystąpił tylko w pierwszym meczu turnieju – z USA. Ostatni raz w reprezentacji wystąpił 18 lutego 1951 w wygranym 6-3 towarzyskim meczu ze Szwajcarią.
| Mecze i gole w reprezentacji | Mecze i gole w reprezentacji | Mecze i gole w reprezentacji | Mecze i gole w reprezentacji | Mecze i gole w reprezentacji | Mecze i gole w reprezentacji | Mecze i gole w reprezentacji |
| #                            | Data                         | Miasto                       | Przeciwnik                   | Gol                          | Wynik                        | Rozgrywki                    |
| ---------------------------- | ---------------------------- | ---------------------------- | ---------------------------- | ---------------------------- | ---------------------------- | ---------------------------- |
| 1.                           | 12.06.1949                   | Dublin                       | Irlandia                     |                              | 4:1                          | towarzyski                   |
| 2.                           | 19.06.1949                   | Paryż                        | Francja                      |                              | 5:1                          | towarzyski                   |
| 3.                           | 25.06.1950                   | Kurytyba                     | Stany Zjednoczone            |                              | 3:1                          | Mundial 1950                 |
| 4.                           | 18.02.1951                   | Madryt                       | Szwajcaria                   |                              | 6:3                          | towarzyski                   |

## Kariera trenerska
Po zakończeniu kariery piłkarskiej Antúnez został trenerem. W latach 1963–1964 prowadził Granadę, z którą zajął szóste miejsce w Segunda División. W sezonie 1965/1966 prowadził spadkowicza z Primera División – Real Oviedo, z którym zajął czwarte miejsce w Segunda División. W latach 1967–1968 i 1970–1971 trenował trzecioligowy Recreativo Huelva.